# 鳳曆 (大理)
鳳曆（1200年八月—1202年？）是大理国皇帝段智廉的第一個年号，共計約3年。
在位期又曾一度改元作「元寿」，時期不明。
起訖年，方詩銘、李崇智作1201年－？，段玉明、李家瑞、王雲、黃德榮作1200年－？。

## 年號及改元出處
- 倪輅《南詔野史》：「宋寧宗慶元六年（1200）立，改元鳳曆。……卒。」
- 胡蔚《增訂南詔野史》：「南宋寧宗庚申慶元六年（1200）即位。明年（1201），改元鳳曆，又改元元壽。……寧宗乙丑開禧元年（1205），智廉卒，在位五年。」
- 王崧《雲南備徵志》：「宋寧宗慶元六年（1200）八月即位，改元鳳曆。……甲子（1204），帝薨。」
- 諸葛元聲《滇史》：「段氏十九世智廉，以宋寧宗慶元六年庚申（1200）立，改元鳳曆，在位六年卒。」
- 李京《雲南志略》：「子智廉立，改元鳳曆、元壽。在位六年。」
- 楊慎《滇載記》：「智連以宋寧宗慶元六年（1200）立，改元鳳曆。」
- 馮蘇《滇考》：「寧宗慶元六年（1200），子智廉嗣，改元鳳曆、元壽，在位六年卒。」
- 《白古通記淺述》：「智廉立六年。」
- 李兆洛《紀元編》：「段智連〈智興子〉，鳳曆〈慶元六年〉，元壽。」
- 《大理國淵公塔之碑銘並序》：「鳳曆之元，庚申之冬，棲託于茲山焉。」[7]

## 紀年
| 鳳曆 | 元年   | 二年?  | 三年?  |
| ---- | ------ | ------ | ------ |
| 西元 | 1200年 | 1201年 | 1202年 |
| 干支 | 庚申   | 辛酉   | 壬戌   |

## 同期存在的其他政權年號
- 中國
  - 慶元（1195年－1200年）：宋－宋寧宗趙擴之年號
  - 嘉泰（1201年－1204年）：宋－宋寧宗趙擴之年號
  - 天禧（1178年－1211年）：西遼－遼末主耶律直魯古之年號
  - 承安（1196年－1200年）：金－金章宗完顏璟之年號
  - 泰和（1201年－1208年）：金－金章宗完顏璟之年號
  - 天慶（1194年－1206年）：西夏－夏桓宗李純祐之年號
- 越南
  - 天資嘉瑞（1186年－1202年）：李朝－李龍翰之年號
  - 天嘉寶祐（1202年－1205年）：李朝－李龍翰之年號
- 日本
  - 正治（1199年－1201年）：土御門天皇與源氏之年號
  - 建仁（1201年－1204年）：土御門天皇與源氏之年號